# 海勒姆·约翰逊

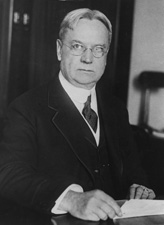
海勒姆·约翰逊

海勒姆·沃伦·约翰逊（Hiram Warren Johnson，1866年9月2日加利福尼亚州萨克拉门托 - 1945年8月6日马里兰州贝塞斯达），美国政治家，美国进步党、美国共和党成员，曾任加利福尼亚州州长（1911年-1917年）、美国参议员（1917年-1945年）。